# Cupido kindermanni
Cupido kindermanni är en fjärilsart som beskrevs av Lederer 1852. Cupido kindermanni ingår i släktet Cupido och familjen juvelvingar. Inga underarter finns listade i Catalogue of Life.